# Laissez-passer

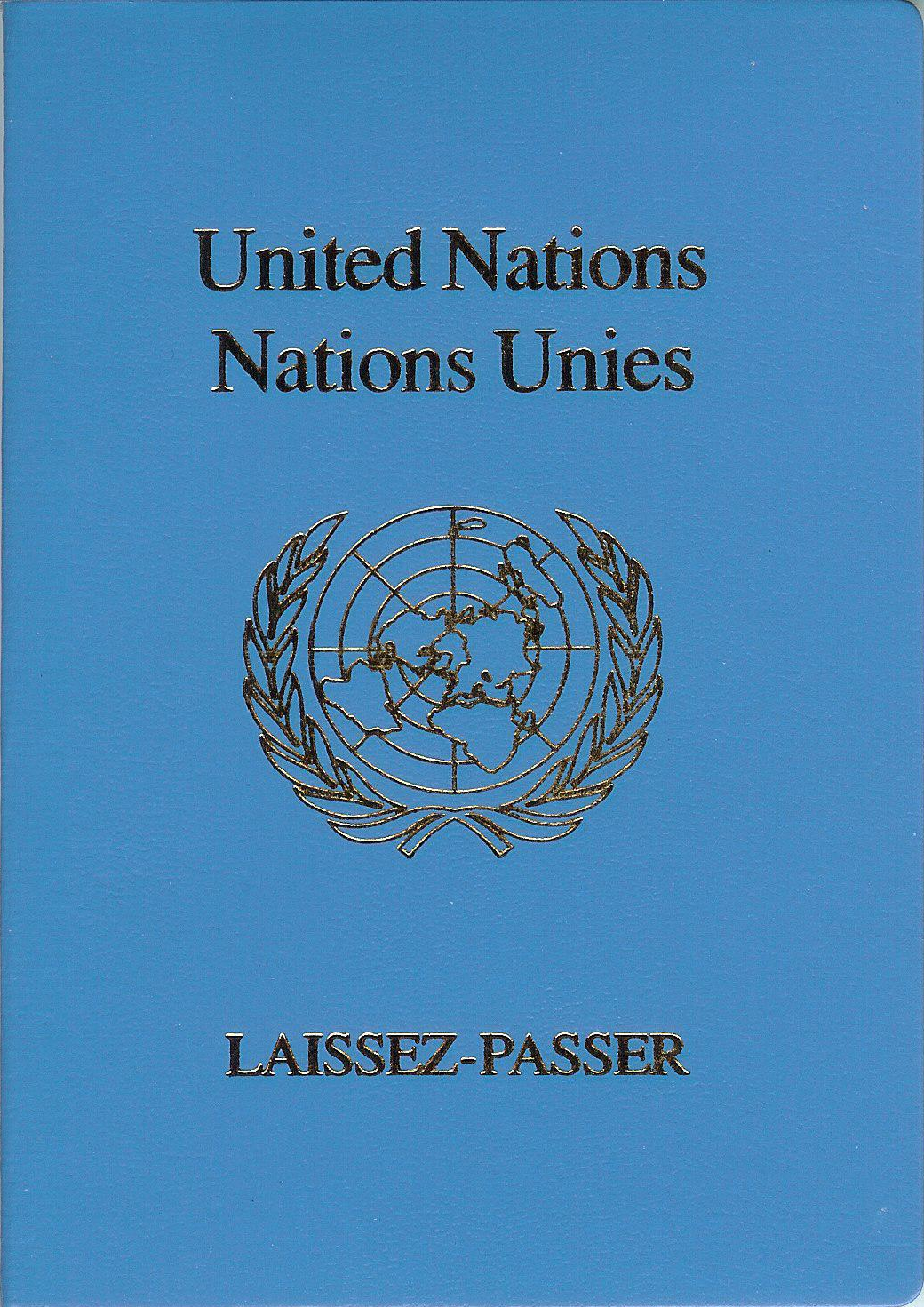
Laissez-passer.

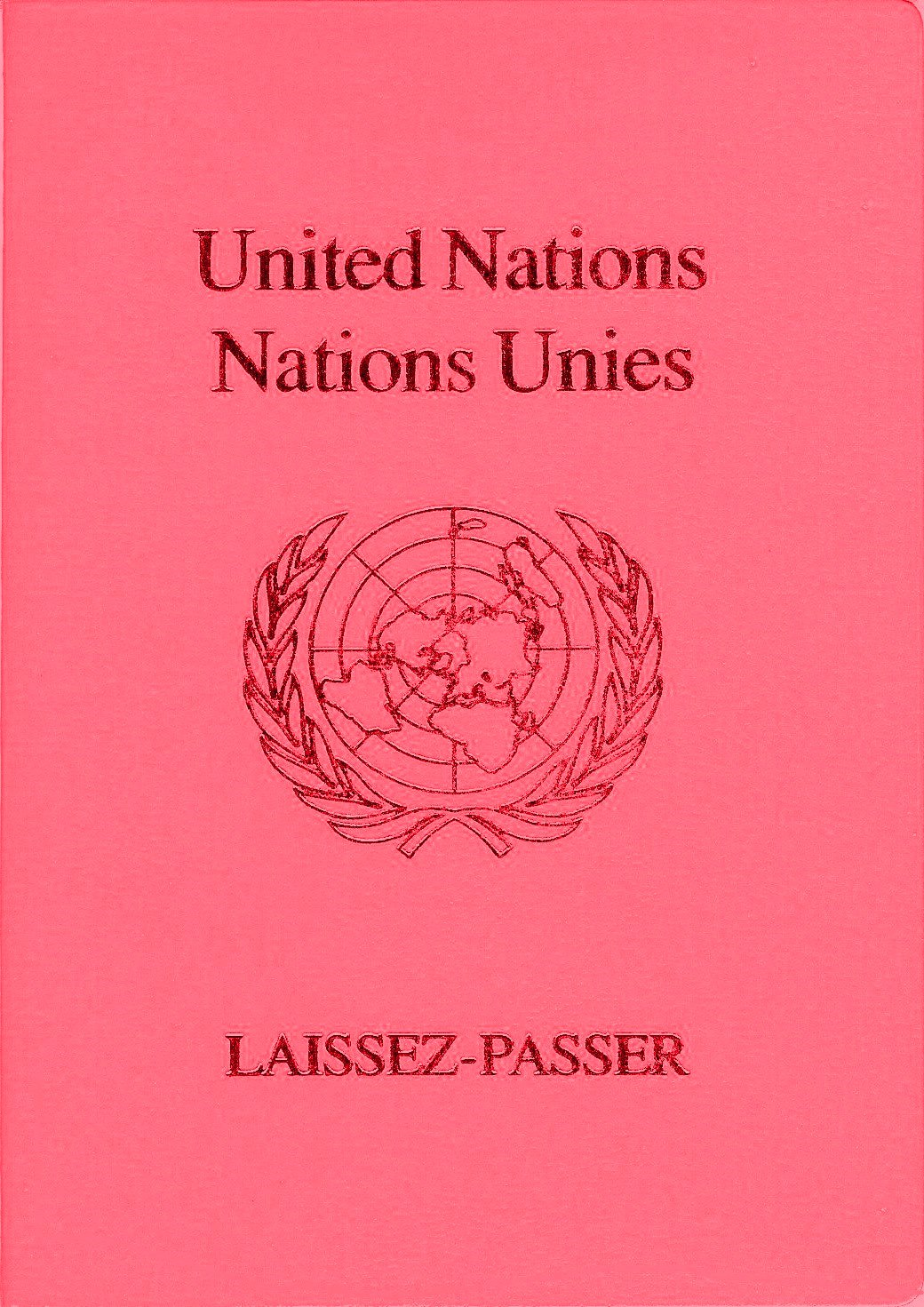
UN-laissez-passer

Laissez-passer (franska: laissez-passer, "låt passera") är ett officiellt pass som utfärdas av Förenta nationerna och vissa andra internationella organisationer. Passet är giltigt endast för en viss tid och utfärdas antingen av FN-högkvarteret i New York eller av FN-kontoret i Genève till FN:s medarbetare och brukar innebära att man kan passera en tullgräns utan kontroll. Passets pärm har den FN-blåa färgen. Laissez passer utfärdas även av EU till dess institutioners ledamöter, medlemmar och anställda.
Laissez-passer är erkänt som ett officiellt resedokument och bör användas enbart för officiella tjänsteresor – inte för privata resor. Innehav av ett Laissez-passer betyder inte automatiskt att man kan resa utan ett nationellt pass och visum. Innehavaren bör alltid bära med sig sitt vanliga pass och i förekommande fall visum.
Ett flertal länder kräver ett giltigt visum även om man innehar ett Laissez-passer. VEU-instansen ger råd vilka länder som utkräver visum.

## Förenta nationernas resecertifikat
FN:s resecertifikat är en annan typ av resedokument som utfärdas av FN. Det är inte ett lagligt resedokument men fungerar som bevis för att innehavaren reser på officiellt uppdrag för FN. FN:s resecertifikat utfärdas till FN-medarbetare som innehar korta arbetskontrakt.